# Phare de Lista

Le phare de Lista (en norvégien : Lista fyr)  est un phare côtier situé sur le côté ouest de la péninsule de Lista, au nord-ouest de la ville de Farsund, en mer du Nord. Il est géré par l'administration côtière norvégienne (en norvégien : Kystverket).

## Historique
Le phare se trouve sur un cap au bord du Listafjorden (en) qui marque l'extrême sud-ouest du continent norvégien. Le phare avait une corne de brume qui a été utilisée de 1877 à 1987. En 1937, la station a commencé à émettre un signal Racon de la lettre de code morse "G".
La tour de granit non peinte de 34 mètres de haut a été allumée pour la première fois en 1836, mais elle a été reconstruite en 1853. La lumière se trouve à une altitude de 39,5 mètres et émet un flash de lumière blanche toutes les quatre secondes. La lumière de 1.026.000 candelas peut être vue dans toutes les directions jusqu'à 17,5 milles marins (32,4 km).
En 2003, la gare a été automatisée et les bâtiments ont été cédés au département de Vest-Agder pour être rénovée en complexe muséal. Le musée et le phare sont ouverts tous les jours du 1er mai à la mi-octobre et les week-ends le reste de l'année.

## Caractéristiques dufeu maritime
Fréquence : 4 secondes (W)
- Lumière : 1 seconde
- Obscurité : 3 secondes

Identifiant : ARLHS : NOR-029 ; NF-086500 - Amirauté : B3112 - NGA : 1792.

### Galerie

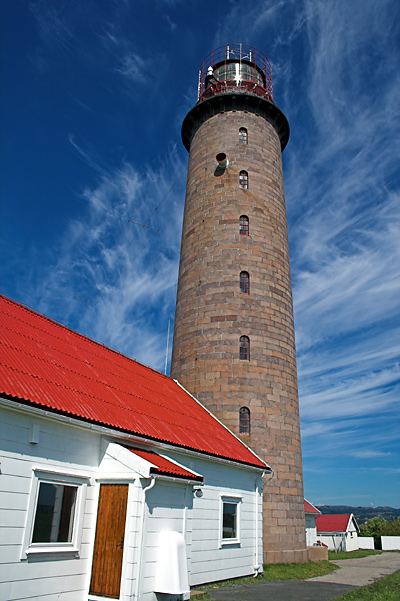
La tour en granit
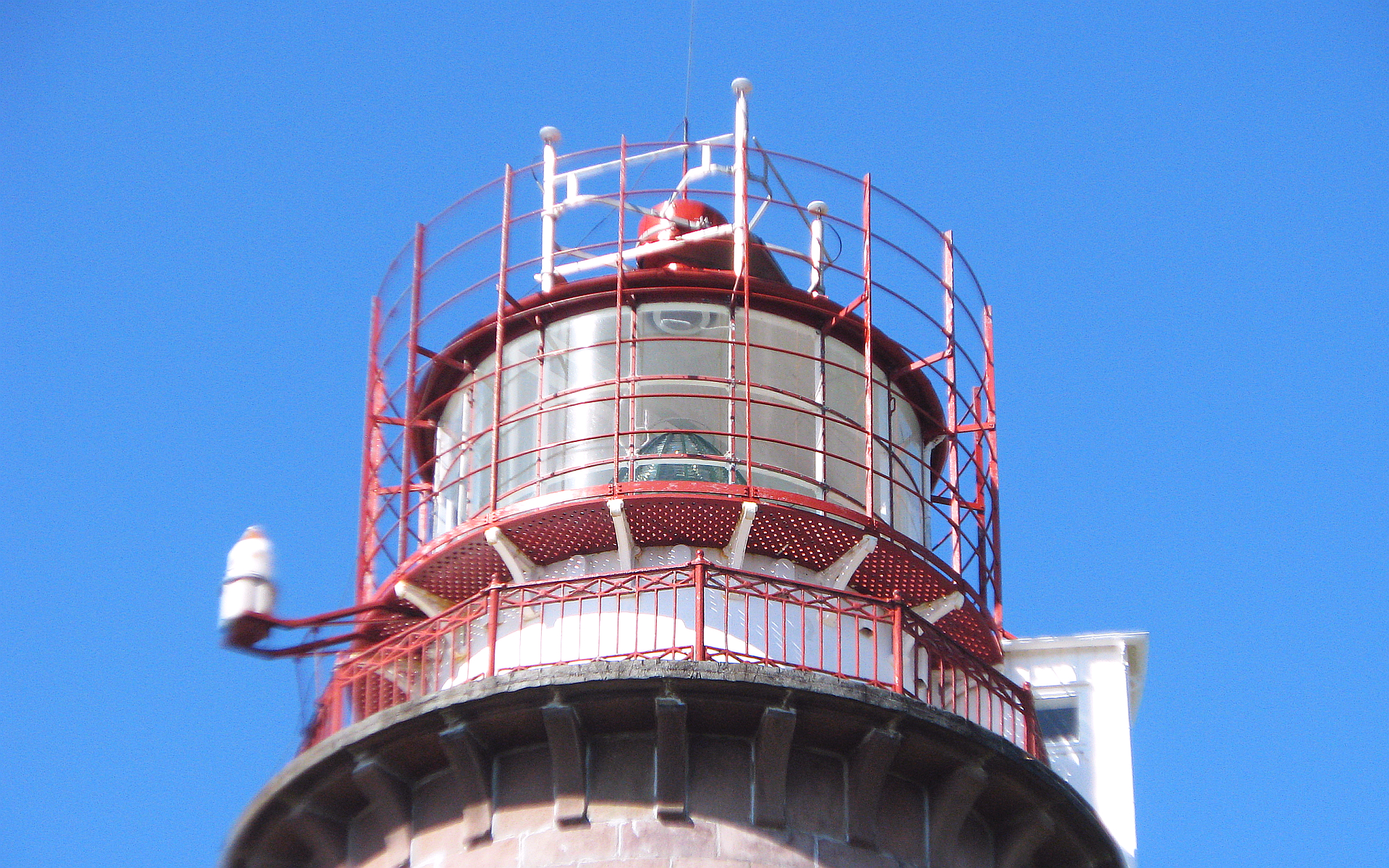
La lanterne
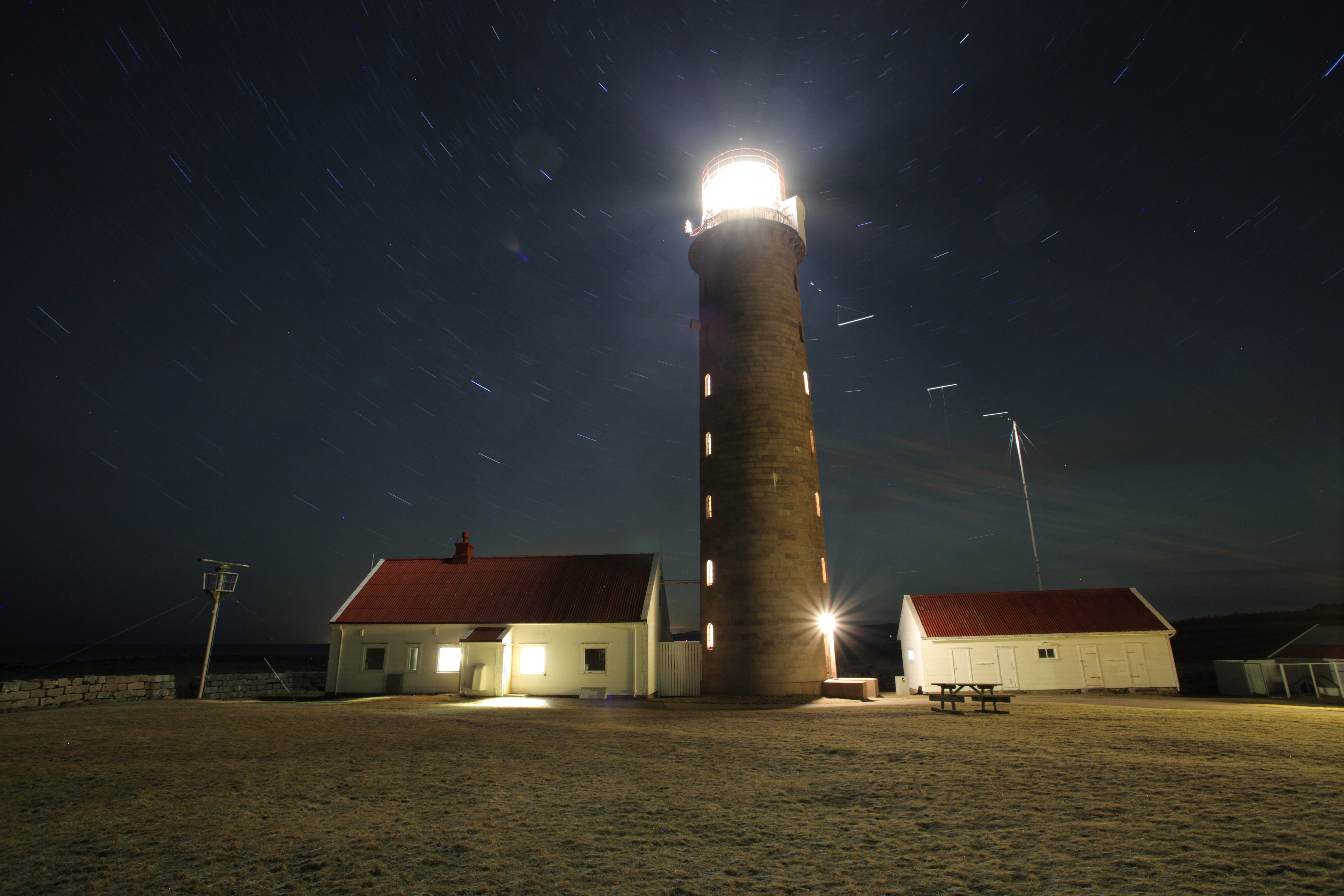
Le phare la nuit

### Lien connexe
- Liste des phares de Norvège